# Peuk
Peuk es una comuna (khum) del distrito de Engk Snuol, en la provincia de Kandal, Camboya. En marzo de 2008 tenía una población estimada de 8 504 habitantes.
Se encuentra ubicada en el sur del país, en la llanura central camboyana, a escasa distancia del río Mekong, de Nom Pen —la capital del país— y de la frontera con Vietnam.